# 390
390 (CCCXC) fue un año común comenzado en martes del calendario juliano, en vigor en aquella fecha.
En el Imperio romano, el año fue nombrado como el del consulado de Augusto y Neoterio, o menos comúnmente, como el 1143 Ab urbe condita, adquiriendo su denominación como 390 a principios de la Edad Media, al establecerse el anno Domini.

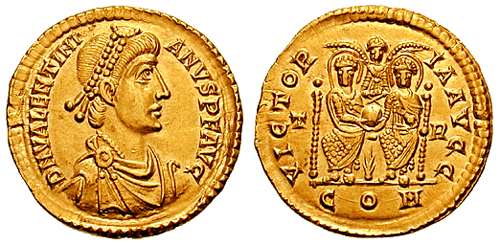
Sólido bizantino con la imagen de Valentiniano II, cónsul en 390 por cuarta vez.

## Acontecimientos
- Masacre de Tesalónica.
- El obispo Ambrosio de Milán obliga al emperador Teodosio a hacer penitencia por el saqueo y matanza de Tesalónica.[1]

## Nacimientos
- Bleda, caudillo de los hunos.
- Simón el Estilita.

## Fallecimientos
- Aurelio Víctor, historiador romano.
- Geminiano, religioso cristiano.
- Macario el Viejo, religioso cristiano egipcio.